# Pierre Stasse
Pierre Stasse – belgijski kierowca wyścigowy.

## Kariera
W wyścigach samochodowych Stasse poświęcił się głównie startom zaliczanym do klasyfikacji Mistrzostw Świata Samochodów Sportowych. W 1954 roku odniósł zwycięstwo w klasie S 1.5 24-godzinnego wyścigu Le Mans, a w klasyfikacji generalnej był dwunasty.